# Wrocław Kuźniki
Wrocław Kuźniki – stacja kolejowa we Wrocławiu, przy ulicy Metalowców, w bezpośrednim sąsiedztwie osiedla Kuźniki. Według klasyfikacji PKP ma kategorię dworca aglomeracyjnego. Dworzec ze stacją łączy przejście podziemne z udogodnieniami dla niepełnosprawnych.
Budynek dworca w 2010 roku przeszedł remont generalny. Została wyremontowana elewacja, wnętrze i okolice dworca. W środku znajduje się obecnie poczekalnia dla pasażerów.

## Ruch pasażerski
| Rok  | Wymiana pasażerska na dobę |
| ---- | -------------------------- |
| 2017 | 200-399                    |
| 2022 | 300-499                    |